# Abelox
Abelox (fl. siglo III a. C.), Abelux o Abilyx (Abelux en las fuentes latinas, Ἀβίλυξ en las fuentes griegas) fue un notable hispano, saguntino, originalmente amigo de los cartagineses, aunque luego se inclinó hacia los romanos.
Después de la toma de Sagunto por Aníbal y habiendo llegado el general romano Cneo Escipión con su ejército ante la ciudad, Abélox fingió un trato con el gobernador cartaginés del castillo de Sagunto, Bostar, para que este le entregara los rehenes saguntinos que Aníbal tenía en aquel fuerte, con la promesa de que serían devueltos a sus familias como muestra de la magnanimidad cartaginesa. Sin embargo, engañó a Bostar, y se los entregó al general romano, quien en efecto devolvió los rehenes a sus familias, congraciándose con el gesto a las poblaciones íberas. Poco después de este episodio, los romanos tuvieron que levantar el sitio de Sagunto, por haber recibido noticias de la batalla de Cannas.
Abelox intervino en la batalla de Dertosa en el bando romano. Una calle en Sagunto lleva su nombre.
También recibe el nombre de Abylix una de las columnas de Hércules.